# Дубайський шоколад

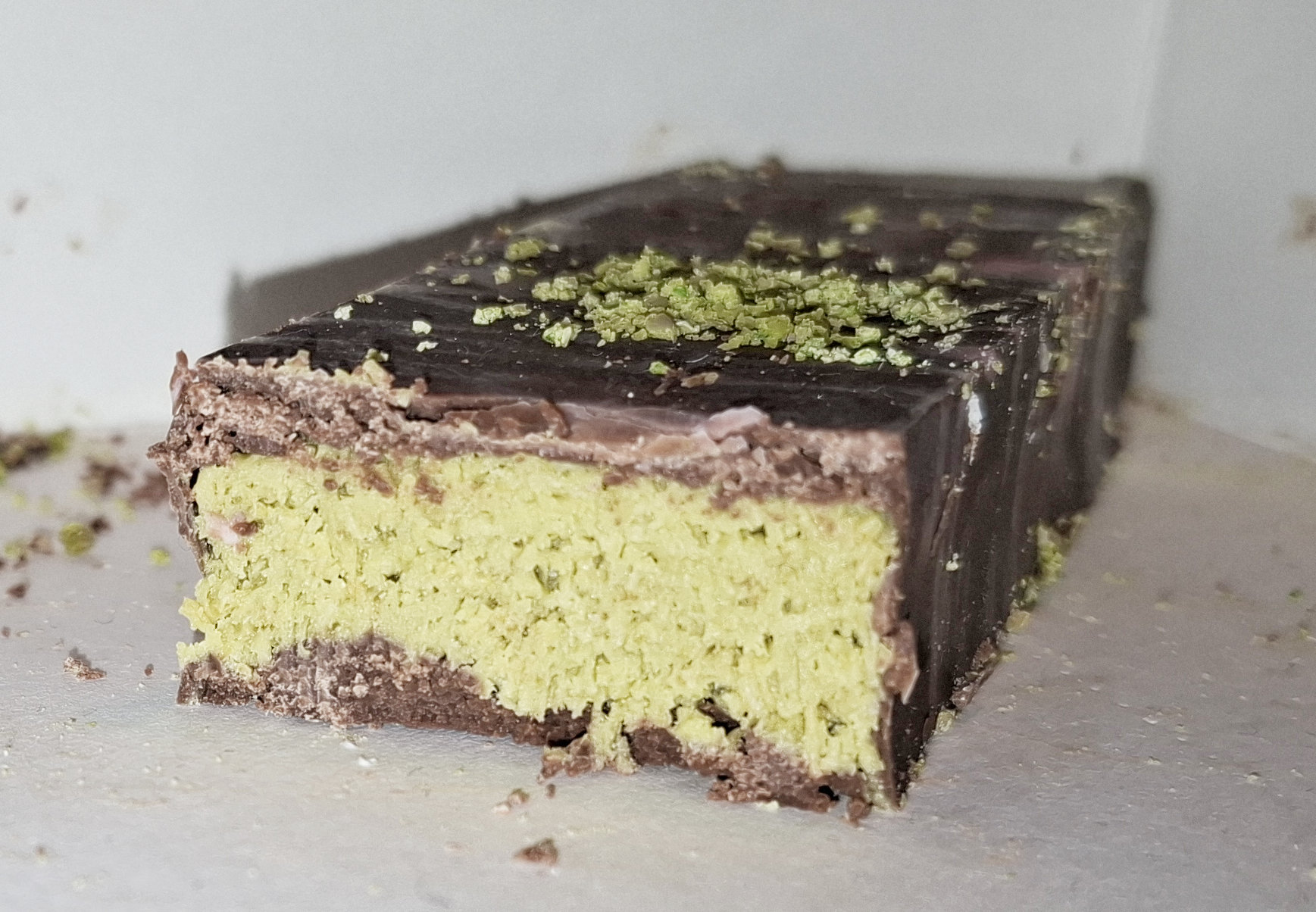
Одна із варіацій дубайського шоколаду

Дубайський шоколад (англ. Dubai chocolate) — це шоколад з фісташковою пастою та кадаїфом, що в 2024 році здобув вірусну популярність в соціальних мережах. Оригінальна назва шоколаду — Can't Get Knafeh of It, виробник — компанія Fix Dessert Chocolatier з емірату Дубай. Оскільки Об'єднані Арабські Емірати не є учасником міжнародної угоди про зазначення походження, термін «дубайський шоколад» не підпадає під охорону закону, тому багато різних виробників з різних країн використовують цю маркетингову назву для опису власних варіацій шоколаду з фісташковою пастою і кадаїфом.

## Історія
Дубайський шоколад у 2021 році розробила разом зі своїм чоловіком Сара Хамуда, засновниця дубайської компанії Fix Dessert Chocolatiers. Шоколад став популярним у грудні 2023 року через вірусне відео у TikTok, де його із задоволенням поїдала відома блогерка Марія Вехера.
Влітку та восени 2024 року дубайський шоколад став популярним в Європі. Відео та фото з ним активно поширювались у соціальних мережах, особливо в TikTok та Instagram. Інфлюенсери та фуд-блогери з великою кількістю підписників зробили значний внесок у популярність, представляючи шоколад як предмет розкоші та підкреслюючи, зокрема, «ефект хрускоту» начинки. Пізніше популярність шоколаду поширилась по всьому світу. Наслідний принц Дубая, Хамдан ібн Мохаммед Аль Мактум створив варіацію шоколаду під власним брендом.
Слідуючи тренду, деякі відомі шоколадні компанії, такі як Lindt, включили дубайський шоколад у свій асортимент. «Дубайський стиль» у вигляді начинки з кадаїфу і фісташкової пасти запозичили також інші продукти, такі як пряники, морозиво та навіть ковбаси.